# Izaak II Angelos
Izaak II Angelos (ur. ok. 1156, zm. 28 stycznia 1204 w Konstantynopolu) – cesarz bizantyjski w latach 1185–1195 oraz wspólnie z synem Aleksym IV od 1203.

## Życie

### Początki panowania
Okrucieństwo i terror krótkotrwałych rządów cesarza Andronika I Komnena (1182–1185), a następnie klęski jakie dotknęły Cesarstwo Bizantyńskie w wyniku najazdu Normanów w 1185 roku, doprowadziły do buntu w stolicy i upadku Andronika. Na tron cesarski został wyniesiony przywódca opozycji arystokratycznej Izaak II Angelos. Okoliczności jego wyniesienia spowodowały, że nie troszczył się, by opanować samowolę administracji centralnej. Historyk współczesny mówi o Izaaku, że handlował urzędami jak warzywami na targu. Najazd normański, który pomiędzy czerwcem a sierpniem doprowadził do utraty Dyrrachionu, Korfu, Zante, Kefalenii i Tesaloniki załamał się. Hulanki i grabieże zdemoralizowały armię normańską, potem wybuchła wśród Normanów epidemia, reszty dokonał wódz bizantyński Aleksy Branas, rozbijając Normanów w bitwach pod Mosynopolis, a następnie 7 listopada pod Demetrias. Niebezpieczeństwo węgierskie Izaak II zneutralizował żeniąc się z 10-letnią córką króla węgierskiego Beli III, Małgorzatą. Aby pokryć wydatki związane ze swym ślubem, który odbył się z niezwykłym przepychem Izaak nałożył na prowincje nadzwyczajny podatek.

### Usamodzielnienie się Bułgarii
W końcu 1185 roku wybuchło w Bułgarii powstanie braci Piotra i Asena. Bracia domagali się początkowo tylko nadania im pewnych dóbr w charakterze pronoi. Odmowa Bizancjum doprowadziła do wybuchu powstania w przeciążonym podatkami kraju. Piotra i Asena poparła ludność Bułgarii, Słowianie, Kumani, Wołosi i Grecy. Tymczasem pogromca Normanów, Aleksy Branas ogłosił się w Adrianopolu cesarzem i wystąpił przeciw Izaakowi II. Poległ jednak pod Konstantynopolem. W lutym 1186 Izaak II wkroczył do Bułgarii. Powstańcy zostali rozproszeni, a Piotr i Asen schronili się na przeciwległym brzegu Dunaju. Wkrótce powrócili na czele nowych wojsk wspomaganych przez posiłki Kumanów. Tylko kosztem znacznych strat w październiku cesarzowi udało się ich powtórnie odeprzeć. Na wiosnę 1187 cesarz poprowadził wojsko przeciw ukrywającym się w górach powstańcom, ale i tym razem nie rozstrzygnął sytuacji. Tymczasem korzystając z walk w Bułgarii Stefan I Nemanja, władca Serbii, poszerzył swoje posiadłości kosztem Cesarstwa. W Azji Mniejszej wybuchło powstanie. Izaak II nie mógł kontynuować wojny. Zgodził się na porozumienie z powstańcami, którzy przysłali mu jako zakładnika młodego brata Kałojana. Zawarcie pokoju oznaczało uznanie niezależności Bułgarii. Asen przyjął z rąk patriarchy Tyrnowa koronę cesarską. Po Serbii, w krótkim czasie z części terytorium Cesarstwa powstało kolejne państwo.

### III wyprawa krzyżowa
Tymczasem w Palestynie władca Egiptu Saladyn zadał krzyżowcom sromotną klęskę pod Hittin i wkroczył do Jerozolimy. W lecie 1189 Fryderyk Barbarossa ruszył szlakiem lądowym przez Węgry i wkroczył na półwysep bałkański. Jeszcze jesienią 1188 roku Fryderyk podpisał w Norymberdze układ dotyczący warunków przemarszu krzyżowców, ale prowadzone jednocześnie rokowania z Serbami i Sułtanatem Ikonium, które leżały na trasie wyprawy budziły nieufność Bizantyńczyków. Fryderyk był podejmowany przez wielkiego żupana Stefana Nemanję w Niszu z wielkimi honorami, ponieważ Węgry zawarły w ostatnim czasie przymierze z osłabionym Bizancjum, wspólnie z Bułgarią zabiegał on o zawarcie sojuszu przeciw Bizancjum, i wystąpił z propozycją złożenia przysięgi lennej. W odpowiedzi Izaak II odnowił układ z Saladynem, zobowiązując się dodatkowo przeszkodzić krzyżowcom w przeprawie. Fryderyk zajął Filipopolis, a następnie Adrianopol, skąd wyruszył pod Konstantynopol, polecił stawić się tam również na czele floty synowi Henrykowi. W lutym 1190 roku Izaak II ustąpił. W Adrianopolu zawarto układ, na mocy którego Izaak zobowiązał się do przeprawienia krzyżowców przez Bosfor i zapewnienia żywności po niskich cenach. Cesarstwo musiało się ostatecznie ugiąć i przystać na wszystkie żądania Barbarossy. Kolejne wyprawy władców Francji i Anglii: Filipa Augusta i Ryszarda Lwie Serce ominęły Bizancjum, odbywały się bowiem drogą morską. W 1190 roku Ryszard Lwie Serce zawładnął jednak bizantyńskim Cyprem, uwięził jego władcę Izaaka Komnena, po czym przekazał władzę templariuszom, a następnie byłemu królowi jerozolimskiemu Gwidonowi z Lusignan. Cypr miał już pozostać pod obcym panowaniem.

### Walki z Serbią i Bułgarią
Korzystając z trudności cesarza bizantyńskiego Bułgarzy zapuścili się aż do Tracji, a Serbowie zaatakowali i zdobyli najważniejsze miasta od Skopje i Prizren po Sofię. Po odzyskaniu swobody ruchów Izaak II niezwłocznie udał się przeciw napastnikom. Jesienią 1190 roku zadał klęskę Stefanowi Nemanji nad rzeką Morawą odbierając mu ostatnio zdobyte miasta. Zawarty po bitwie traktat pokojowy uznawał jednak wcześniejsze zdobycze Nemanji i niepodległość państwa serbskiego. Został przypieczętowany małżeństwem syna Nemanji, Stefana z bratanicą cesarską Eudoksją. Zięć cesarza otrzymał wysoki tytuł sebastokratora, przez co basileus Konstantynopola próbował zachować resztki zwierzchnictwa nad Serbią. Z mniejszym szczęściem toczył Izaak II walki w Bułgarii. Wielka wyprawa zorganizowana w 1190 roku zakończyła się klęską. Wprawdzie cesarz dotarł pod mury Tyrnowa, nie zdołał go jednak zdobyć. Podczas odwrotu przez przełęcze bałkańskie poniósł sromotną klęskę i sam ledwie uniknął śmierci. W 1194 roku siły bizantyńskie zostały rozbite pod Arkadiopolis.

### Utrata władzy i ponowne wyniesienie
W tej sytuacji Izaak odnowił przymierze z królem Węgier, ale zaledwie wyruszył w pole 8 kwietnia 1195 roku młodszy brat cesarski Aleksy pozbawił Izaaka II władzy i kazał oślepić. Na osiem lat Izaak II trafił do cesarskiego więzienia. Odmianę losu przyniosła mu dopiero wyprawa krzyżowa, którą w lipcu 1203 roku sprowadził pod Konstantynopol jego syn Aleksy. Po pierwszych szturmach miasta cesarz Aleksy III zbiegł do Tracji. Urzędnicy cesarscy wyprowadzili wówczas z więzienia oślepionego eks-cesarza Izaaka II i osadzili na tronie. Władzę objął jego syn Aleksy, jako Aleksy IV. Ślepy cesarz otoczony astrologami, ostatnie miesiące życia spędził na słuchaniu ich przepowiedni, które brzmiały coraz gorzej. W styczniu 1204 roku Aleksy IV został zdetronizowany i kilka dni później uduszony w więzieniu. Izaak umarł na kilka dni przed śmiercią syna, 28 stycznia ze zgryzoty i złego traktowania.

## Związki rodzinne
Izaak był dwukrotnie żonaty:
- z Heriną miał troje dzieci:
  - Eufrozynę Angelinę, zakonnicę,
  - Irenę Angelinę – żonę Rogera III Sycylijskiego, a potem Filipa Szwabskiego,
  - Aleksego IV Angelosa.
- Z Małgorzatą (Marią) Węgierską miał dwóch synów:
  - Jana Angelosa
  - Manuela Angelosa.